# Tvåbandad trögfågel
Tvåbandad trögfågel (Hypnelus bicinctus) är en fågel i familjen trögfåglar inom ordningen jakamar- och trögfåglar.

## Utseende och läte
Tvåbandad trögfågel är en knubbig och tjocknäbbad fågel. Fjäderdräkten är rätt slående med vit ansiktsfläck, gulbrun strupe och flera tvärband på undersidan. Arten liknar roststrupig trögfågel, men uppvisar alltid två eller tre tvärband, inte bara ett, med det övre bandet böjt runt strupen. Sången består av en udragen serie visslingar eller kluckande ljud, ibland utförd som en ljudlig och kaotisk duett mellan könen.

## Utbredning och systematik
Tvåbandad trögfågel delas in i två underarter:
- H. b. bicinctus - förekommer i norra Venezuela
- H. b. stoicus - förekommer på ön Isla Margarita utanför Venezuela

Den kategoriserades tidigare som en underart till roststrupig trögfågel (H. ruficollis).

## Levnadssätt
Tvåbandad trögfågel hittas i torr och semifuktig skogs- och buskmark. Den påträffas ofta i par som sitter öppet på stora grenar, staket eller liknande, varirån de gör utfall för att fånga en rad olika byten.

## Status
Arten har ett stort utbredningsområde och beståndet anses vara stabilt. Internationella naturvårdsunionen IUCN listar den därför som livskraftig (LC).